# آیرز، شهرستان باند، ایلینوی
آیرز (به انگلیسی: Ayers) یک منطقهٔ مسکونی در ایالات متحده آمریکا است که در شهرستان باند، ایلینوی واقع شده‌است. آیرز ۱۸۰٫۱۴ متر بالاتر از سطح دریا واقع شده‌است.